# Eucalyptus annulata
Eucalyptus annulata är en myrtenväxtart som beskrevs av George Bentham. Eucalyptus annulata ingår i släktet Eucalyptus och familjen myrtenväxter. Inga underarter finns listade i Catalogue of Life.